# Erupciones históricas de Tenerife
Relación de las erupciones de las cuales se tiene registro histórico en la isla de Tenerife:

## Erupciones dudosas
Se trata de erupciones descritas en documentos de navegantes europeos que visitaron las islas durante el siglo xiv. Sin embargo, estas erupciones son consideradas dudosas por los autores modernos.
- Erupción de 1341: Primera erupción histórica según referencias de marinos genoveses que lo anotaron en sus diarios.[2]
- Erupción de 1393-1394: Segunda erupción histórica según referencias de marinos vizcaínos. No es considerada fiable.[2]
- Erupción de Taoro (1430): La fecha de esta erupción solo se conoce a través de las noticias aportadas por Jean-Charles de Borda y Alexander von Humboldt, quienes decían haberlas recogido de la tradición oral de los guanches. Sin embargo, modernos estudios la sitúan hace 30 000 años. Tuvo lugar en el valle de La Orotava a través de una fisura con tres bocas: montaña de las Gañanías, montaña de los Frailes y montaña de la Horca o de las Arenas.[2][1]

## Erupciones documentadas
- Erupción de Boca Cangrejo (1492): Esta erupción fue vista por Cristóbal Colón durante su paso por el sur de Tenerife rumbo al descubrimiento de América.[3]
- Erupciones de los años 1704-1705: Tuvo lugar a través de tres focos de emisión: Siete Fuentes, volcán de Fasnia y montaña del Valle o volcán de las Arenas.
- Erupción de Trevejos o de Garachico (1706): Acaeció el día 5 de mayo de 1706, a unos 8 kilómetros al sur de la villa de Garachico.
- Erupción de Chahorra (1798): La erupción se produjo en el Pico Viejo el día 9 de junio de 1798 y terminó el 8 de septiembre del mismo año.
- Erupción de Chinyero (1909): Empezó el día 18 de noviembre de 1909 y duró 10 días.